# چارلز جنکینز جونیور
چارلز جنکینز جونیور (انگلیسی: Charles Jenkins Jr.؛ زادهٔ ۹ آوریل ۱۹۶۴) دونده اهل ایالات متحده آمریکا بود.